# Brave New World Tour
Brave New World tour fue una gira de conciertos por la banda de Heavy metal, Iron Maiden; que comenzó el 2 de junio de 2000 y terminó el 19 de enero de 2001. La gira fue en apoyo del lanzamiento de su álbum de 2000 Brave New World. En la última noche de la gira, 19 de enero de 2001, la banda grabó un álbum en directo, Rock in Rio, en Río de Janeiro, frente a una audiencia de 250.000, la segunda multitud más genade en Río de Janeiro (desde 1985 en Rock In Rio,  durante el World Slavery Tour).
Tres fechas previstas para Alemania y Bulgaria a mediados de julio de 2000 se cancelaron debido a que el guitarrista Janick Gers necesitaba recuperarse después de un accidente en Mannheim, Alemania, el 8 de julio, donde Gers resbaló y se cayó del escenario, la recuperación fue de una conmoción cerebral y un esguince de la espalda.

## Fechas del tour
| Fecha                    | Ciudad                 | País            | Lugar                              |
| Europa                   | Europa                 | Europa          | Europa                             |
| ------------------------ | ---------------------- | --------------- | ---------------------------------- |
| 2 de junio de 2000       | Estrasburgo            | Francia         | Festival des Artéfacts             |
| 3 de junio de 2000       | Nimega                 | Países Bajos    | Dynamo Open Air                    |
| 5 de junio de 2000       | Praga                  | República Checa | Paegas Arena                       |
| 6 de junio de 2000       | Banská Bystrica        | Eslovaquia      | Bystrica Amphitheatre              |
| 7 de junio de 2000       | Budapest               | Hungría         | Kisstadion                         |
| 9 de junio de 2000       | Izola                  | Eslovenia       | Izola Stadium                      |
| 10 de junio de 2000      | Monza                  | Italia          | Gods of Metal                      |
| 11 de junio de 2000      | Kiev                   | Ucrania         | RocKiev Festival (Cancelado)       |
| 13 de junio de 2000      | Saint-Étienne          | Francia         | Palais des Spectacles              |
| 14 de junio de 2000      | París                  | Francia         | Palais Omnisports de Paris-Bercy   |
| 16 de junio de 2000      | Londres                | Reino Unido     | Earls Court                        |
| 20 de junio de 2000      | Katowice               | Polonia         | Spodek                             |
| 21 de junio de 2000      | Varsovia               | Polonia         | Torwar Hall                        |
| 23 de junio de 2000      | Leipzig                | Alemania        | With Full Force                    |
| 24 de junio de 2000      | Dessel                 | Bélgica         | Graspop Metal Meeting              |
| 26 de junio de 2000      | Oslo                   | Noruega         | Oslo Spektrum                      |
| 27 de junio de 2000      | Estocolmo              | Suecia          | Stockholms Olympiastadion          |
| 29 de junio de 2000      | Roskilde               | Dinamarca       | Roskilde Festival                  |
| 30 de junio de 2000      | Turku                  | Finlandia       | Ruisrock Festival                  |
| 2 de julio de 2000       | Tallin                 | Estonia         | Song Festival Grounds              |
| 4 de julio de 2000       | Viena                  | Austria         | Libro Music Hall                   |
| 5 de julio de 2000       | Múnich                 | Alemania        | Zenith                             |
| 6 de julio de 2000       | Zúrich                 | Suiza           | Hallenstadion                      |
| 8 de julio de 2000       | Mannheim               | Alemania        | Maimarkt-Gelände                   |
| 9 de julio de 2000       | Oberhausen             | Alemania        | Arena (Cancelado)                  |
| 12 de julio de 2000      | Sofia                  | Bulgaria        | Akademik Stadium (Cancelado)       |
| 14 de julio de 2000      | Atenas                 | Grecia          | Posidonas Stadium (Cancelado)      |
| 16 de julio de 2000      | Vilar de Mouros        | Portugal        | Festival Vilar de Mouros           |
| 18 de julio de 2000      | San Sebastián          | España          | Velodrome Anoeta                   |
| 19 de julio de 2000      | Madrid                 | España          | Las Ventas                         |
| 21 de julio de 2000      | Mijas                  | España          | Open Air (Cancelado)               |
| 22 de julio de 2000      | Murcia                 | España          | Open Air                           |
| 23 de julio de 2000      | Barcelona              | España          | Palau Sant Jordi                   |
| Norte América            |                        |                 |                                    |
| 1 de agosto de 2000      | Toronto                | Canadá          | Air Canada Centre                  |
| 2 de agosto de 2000      | Montreal               | Canadá          | Molson Centre                      |
| 3 de agosto de 2000      | Quebec, Quebec, Canadá | Canadá          | Colisée Pepsi                      |
| 5 de agosto de 2000      | Nueva York             | Estados Unidos  | Madison Square Garden              |
| 6 de agosto de 2000      | Mansfield              | Estados Unidos  | Tweeter Center                     |
| 8 de agosto de 2000      | Hartford               | Estados Unidos  | New England Dodge Music Center     |
| 9 de agosto de 2000      | Portland               | Estados Unidos  | Cumberland County Civic Center     |
| 11 de agosto de 2000     | Burgettstown           | Estados Unidos  | Post-Gazette Pavilion              |
| 12 de agosto de 2000     | Camden                 | Estados Unidos  | E Center                           |
| 13 de agosto de 2000     | Scranton               | Estados Unidos  | Coors Light Amphitheatre           |
| 15 de agosto de 2000     | Clarkston              | Estados Unidos  | Pine Knob Music Theatre            |
| 16 de agosto de 2000     | Corfu                  | Estados Unidos  | Darien Lake Amphitheatre           |
| 17 de agosto de 2000     | Holmedel               | Estados Unidos  | Arts Center                        |
| 19 de agosto de 2000     | Maryland Heights       | Estados Unidos  | Riverport Amphitheater             |
| 20 de agosto de 2000     | Bonner Springs         | Estados Unidos  | Sandstone Amphitheater             |
| 23 de agosto de 2000     | Cuyahoga Falls         | Estados Unidos  | Blossom Music Center               |
| 25 de agosto de 2000     | Chicago                | Estados Unidos  | UIC Pavilion                       |
| 26 de agosto de 2000     | Milwaukee              | Estados Unidos  | Marcus Amphitheater                |
| 27 de agosto de 2000     | Saint Paul             | Estados Unidos  | Roy Wilkins Auditorium             |
| 29 de agosto de 2000     | Colorado Springs       | Estados Unidos  | World Arena                        |
| 30 de agosto de 2000     | Morrison               | Estados Unidos  | Red Rocks Amphitheatre             |
| 1 de septiembre de 2000  | Dallas                 | Estados Unidos  | Starplex Amphitheater              |
| 2 de septiembre de 2000  | The Woodlands          | Estados Unidos  | Cynthia Woods Mitchell Pavilion    |
| 3 de septiembre de 2000  | San Antonio            | Estados Unidos  | Sunken Garden Amphitheatre         |
| 4 de septiembre de 2000  | San Antonio            | Estados Unidos  | Sunken Garden Amphitheatre         |
| 6 de septiembre de 2000  | El Paso                | Estados Unidos  | University of Texas at El Paso     |
| 8 de septiembre de 2000  | Albuquerque            | Estados Unidos  | Mesa del Sol                       |
| 9 de septiembre de 2000  | Phoenix                | Estados Unidos  | Cricket Wireless Pavilion          |
| 10 de septiembre de 2000 | Irvine                 | Estados Unidos  | Verizon Wireless Amphitheater      |
| 12 de septiembre de 2000 | San Diego              | Estados Unidos  | San Diego Sports Arena             |
| 13 de septiembre de 2000 | Universal City         | Estados Unidos  | Universal Amphitheatre             |
| 15 de septiembre de 2000 | Bakersfield            | Estados Unidos  | Centennial Garden                  |
| 16 de septiembre de 2000 | Mountain View          | Estados Unidos  | Shoreline Amphitheatre             |
| 17 de septiembre de 2000 | Las Vegas              | Estados Unidos  | Aladdin Theater                    |
| 18 de septiembre de 2000 | Anchorage              | Estados Unidos  | Sullivan Arena (Cancelled)         |
| 19 de septiembre de 2000 | Tacoma                 | Estados Unidos  | Tacoma Dome                        |
| 20 de septiembre de 2000 | Vancouver              | Canadá          | Pacific Coliseum                   |
| 23 de septiembre de 2000 | Edmonton               | Canadá          | Rexall Place (Cancelado)           |
| 24 de septiembre de 2000 | Calgary                | Canadá          | Pengrowth Saddledome (Cancelado)   |
| Asia                     |                        |                 |                                    |
| 19 de octubre de 2000    | Sendai                 | Japón           | Sun Plaza                          |
| 21 de octubre de 2000    | Tokio                  | Japón           | Kosei Nenkin Hall                  |
| 22 de octubre de 2000    | Yokohama               | Japón           | Pacifico Yokohama                  |
| 23 de octubre de 2000    | Tokio                  | Japón           | Tokyo International Forum Hall A   |
| 25 de octubre de 2000    | Osaka                  | Japón           | Zepp                               |
| 26 de octubre de 2000    | Fukuoka                | Japón           | Sun Palace                         |
| 28 de octubre de 2000    | Nagoya                 | Japón           | Shi Kokaido                        |
| 29 de octubre de 2000    | Tokio                  | Japón           | Zepp Tokyo                         |
| Europa                   |                        |                 |                                    |
| 2 de noviembre de 2000   | Glasgow                | Escocia         | S.E.C.C.                           |
| 3 de noviembre de 2000   | Manchester             | Inglaterra      | MEN Arena                          |
| 4 de noviembre de 2000   | Birmingham             | Inglaterra      | N.E.C. Arena                       |
| 6 de noviembre de 2000   | Essen                  | Alemania        | Grugahalle                         |
| 10 de noviembre de 2000  | Atenas                 | Grecia          | Posidonas Stadium/St. Cosmas       |
| 6 de enero de 2001       | Londres                | Inglaterra      | Shepherds Bush Empire              |
| 7 de enero de 2001       | Londres                | Inglaterra      | Shepherds Bush Empire              |
| América                  |                        |                 |                                    |
| 9 de enero de 2001       | Ciudad de México       | México          | Foro Sol                           |
| 12 de enero de 2001      | Buenos Aires           | Argentina       | Obras Sanitarias Arena (Cancelado) |
| 13 de enero de 2001      | Buenos Aires           | Argentina       | Vélez Sarsfield Stadium            |
| 15 de enero de 2001      | Santiago               | Chile           | Pista Atlética                     |
| 19 de enero de 2001      | Río de Janeiro         | Brasil          | Rock In Rio                        |
| Europa                   |                        |                 |                                    |
| 19 de marzo de 2002      | Londres                | Inglaterra      | Brixton Academy                    |
| 20 de marzo de 2002      | Londres                | Inglaterra      | Brixton Academy                    |
| 21 de marzo de 2002      | Londres                | Inglaterra      | Brixton Academy                    |

## Setlist
1. The Wicker Man (de Brave New World, 2000)
2. Ghost of the Navigator (de Brave New World, 2000)
3. Brave New World (de Brave New World, 2000)
4. Wrathchild (de Killers, 1981)
5. 2 Minutes to Midnight (de Powerslave, 1984)
6. Blood Brothers (de Brave New World, 2000)
7. Sign of the Cross (de The X Factor, 1995)
8. The Mercenary (de Brave New World, 2000)
9. The Trooper (de Piece of Mind, 1983)
10. Dream of Mirrors (de Brave New World, 2000)
11. The Clansman (de Virtual XI, 1998)
12. The Evil That Men Do (de Seventh Son of a Seventh Son, 1988)
13. Fear of the Dark (de Fear of the Dark, 1992)
14. Iron Maiden (de Iron Maiden, 1980)
15. The Number of the Beast (de The Number of the Beast, 1982)
16. Hallowed Be Thy Name (de The Number of the Beast, 1982)
17. Sanctuary (de Iron Maiden, 1980)

Canciones interpretadas en selectos conciertos:
- Run to the Hills (de The Number of the Beast, 1982)
- The Fallen Angel (de Brave New World, 2000)
- Out of the Silent Planet (de Brave New World, 2000)
- Children of the Damned (de The Number of the Beast, 1982)